# Pitome Loze
Pitome Loze este un sat din comuna Danilovgrad, Muntenegru. Conform datelor de la recensământul din 2003, localitatea are 415 locuitori (la recensământul din 1991 erau 233 de locuitori).

## Demografie
În satul Pitome Loze locuiesc 305 persoane adulte, iar vârsta medie a populației este de 34,9 de ani (33,4 la bărbați și 36,5 la femei). În localitate sunt 111 gospodării, iar numărul mediu de membri în gospodărie este de 3,69.
Populația localității este foarte eterogenă.
|  |

| Demografie | Demografie | Demografie |
| An         | Locuitori  | Locuitori  |
| ---------- | ---------- | ---------- |
|            |            |            |
|            |            |            |
|            |            |            |
|            |            |            |
| 1948       | 146        |            |
| 1953       | 88         |            |
| 1961       | 152        |            |
| 1971       | 46         |            |
| 1981       | 87         |            |
| 1991       | 233        | 233        |
| 2003       | 415        | 415        |

| \| Componența etnică conform recensământului din 2003[2] \| Componența etnică conform recensământului din 2003[2] \| Componența etnică conform recensământului din 2003[2] \| Componența etnică conform recensământului din 2003[2] \| Componența etnică conform recensământului din 2003[2] \| \| ----------------------------------------------------- \| ----------------------------------------------------- \| ----------------------------------------------------- \| ----------------------------------------------------- \| ----------------------------------------------------- \| \| \| \| \| \| \| \| Muntenegreni \| Muntenegreni \| \| 260 \| 62,65% \| \| Sârbi \| Sârbi \| \| 147 \| 35,42% \| \| Croați \| Croați \| \| 1 \| 0,24% \| \| necunoscută \| necunoscută \| \| 0 \| 0% \| |              |  |     |        |
| Componența etnică conform recensământului din 2003 |              |  |     |        |
| |              |  |     |        |
| Muntenegreni | Muntenegreni |  | 260 | 62,65% |
| Sârbi | Sârbi        |  | 147 | 35,42% |
| Croați | Croați       |  | 1   | 0,24%  |
| necunoscută | necunoscută  |  | 0   | 0%     |